# کاتاژینا بارگیه‌ووسکا
کاتاژینا بارگیه‌وُوسکا (لهستانی: Katarzyna Bargiełowska؛ زادهٔ ۱۷ مارس ۱۹۶۲) بازیگر اهل لهستان است. وی دانش‌آموختهٔ مدرسه ملی فیلم ووچ است.
از فیلم‌ها یا مجموعه‌های تلویزیونی که وی در آن‌ها نقش داشته است، می‌توان به یوب، آخرین سلول خاکستری مغز، دام، قانون حقیقی، دوستان، دوران افتخار، پدر متیو، رنگ‌های خوشبختی، ۳۹ و نیم، مادران، خانه کشیش، ماگدا ام.، ع چون عشق، در خیابان سپولنی، در خوشی و سختی، طایفه، حوزه استحفاظی ۱۳، پیانیست، هوس‌های امپراتور و داستان زنان اشاره نمود.